# الجيش الخامس عشر (فيرماخت)
الجيش الخامس عشر (ألماني: 15). Armee ) جيش ميداني في الحرب العالمية الثانية.

## التاريخ
تم تنشيط الجيش الخامس عشر في 15 يناير 1941، تحت قيادة الجنرال كيرت هاسي. شارك لأول مرة في فرنسا، وفي حماية ساحل القناة من غزو الحلفاء المحتمل.
دافعت ضد قوات الحلفاء بنجاح خلال عملية ماركت جاردن في سبتمبر 1944، وعانى لاحقًا من هزيمة ضد الجيش الكندي الأول في معركة Scheldt التي تعرض خلالها مقر الجيش في دوردريخت لهجوم جماعي من قبل هوكر تايفون في 24 أكتوبر 1944. وقتل جنرالان و 70 من ضباط الأركان في الهجوم.
خلال أكتوبر 1944، واصل الجيش الخامس عشر مقاومته ضد الجيشين الأول والثاني من الجيش الكندي أثناء توغلهما غربً منطقة نيميغن / أيندهوفن في عملية الدراج
قام الجيش البريطاني الثاني بطرد الجيش الخامس عشر من مثلث رور أثناء عملية بلاككوك، مما دفعه للخلف فوق نهري رور وويرم. شارك في معركة غابة هورتغن قبل الاستسلام أخيرًا على طول نهر الرور في عام 1945.
اليوم، المقر الرئيسي السابق للجيش الخامس عشر ، في توركوينج ، الذي يقع شمال ليل مباشرة في فرنسا، هو متحف 5 يوليو 1944.

## القادة
|  | {{{officeholder}}} |
|  | {{{officeholder}}} |
|  | {{{officeholder}}} |
|  | {{{officeholder}}} |

 قائد